# Karwendel-Werke

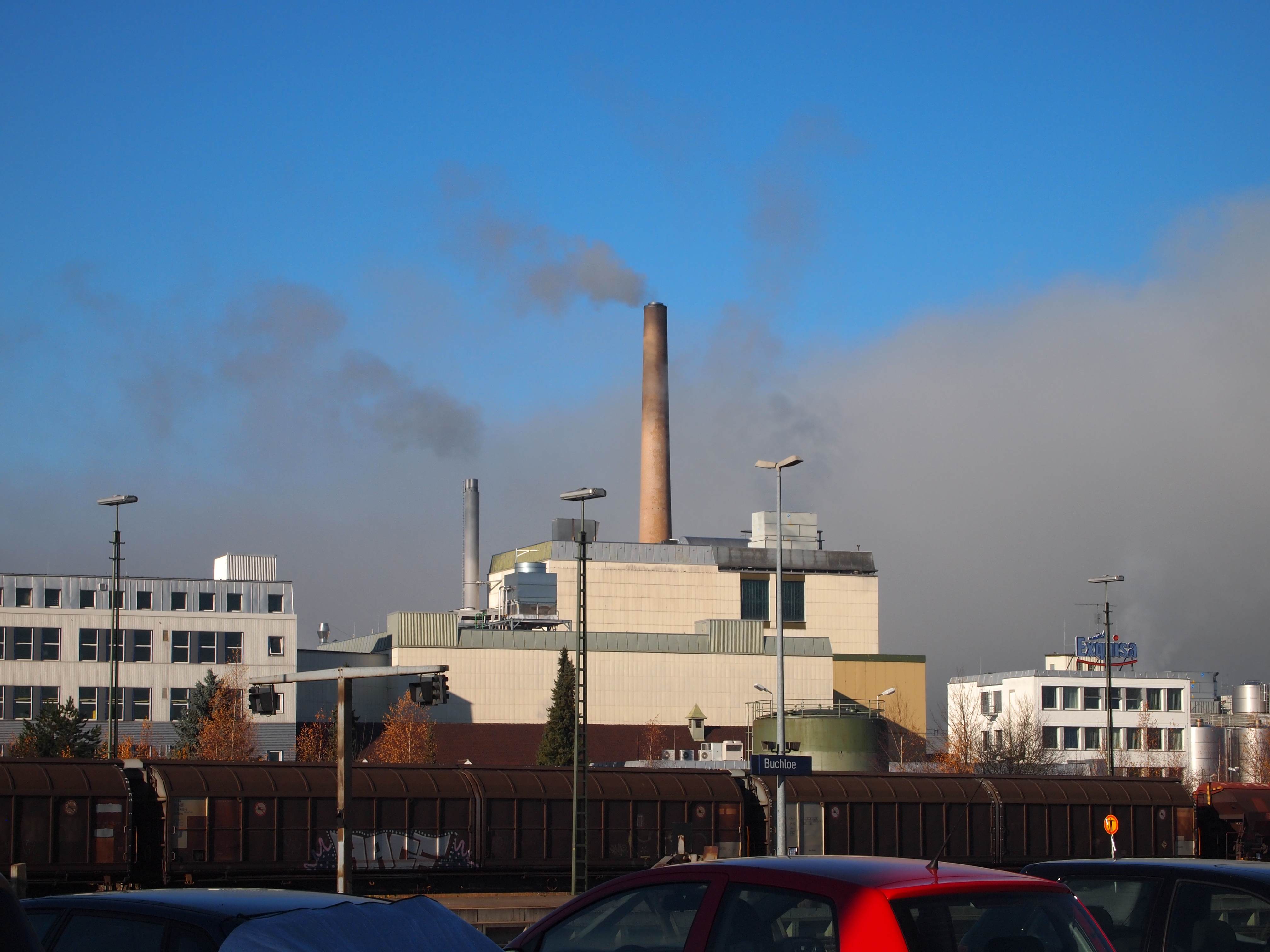
Werksgelände in Buchloe

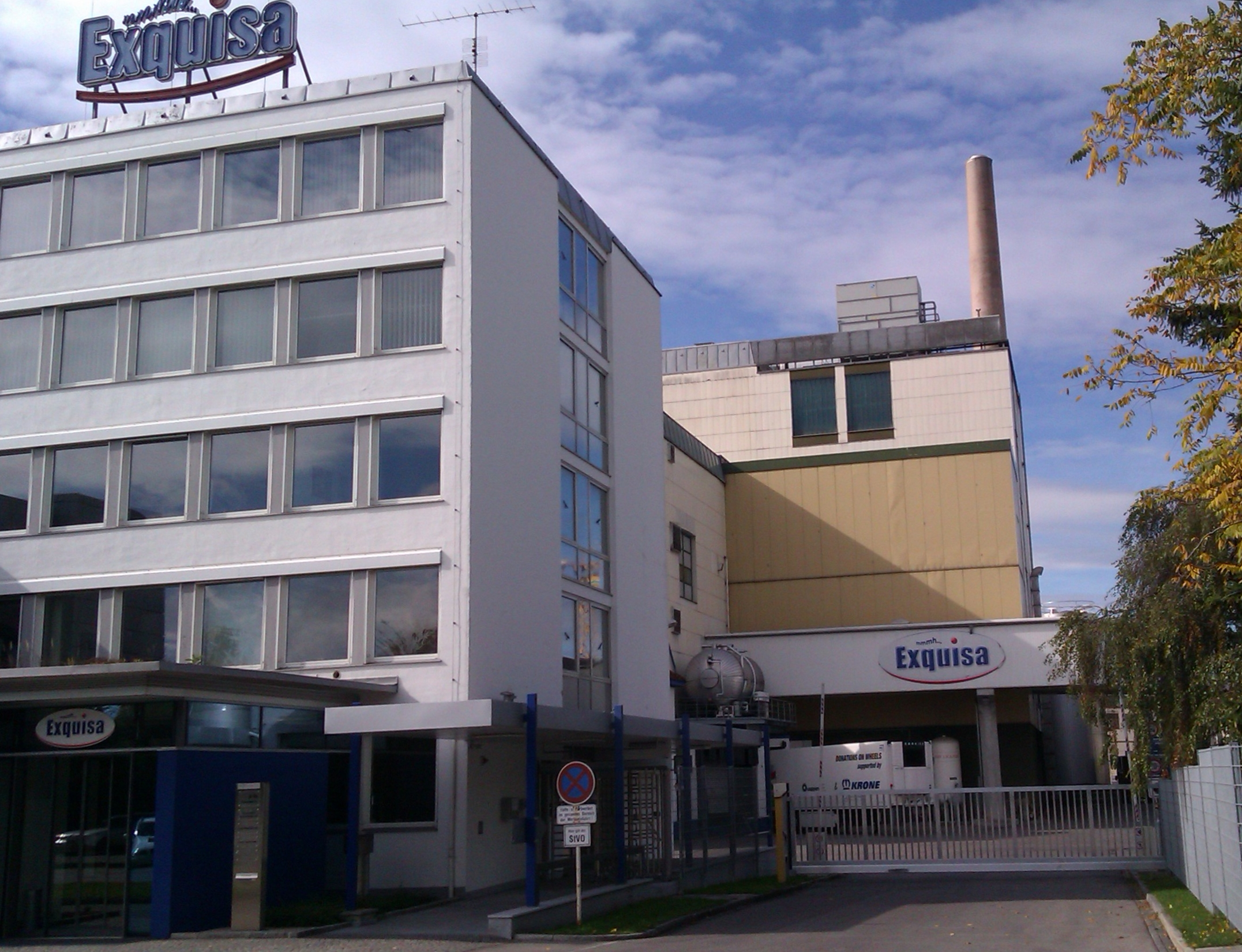
Einfahrt zum Werksgelände in Buchloe

Die Karwendel-Werke Huber GmbH & Co. KG sind ein deutscher Nahrungsmittelhersteller, eines der größten in Familienbesitz befindlichen Molkereiunternehmen in Deutschland und unter den deutschen Milchverarbeitern insgesamt etwa auf Rang 30. Geschäftsfelder sind Entwicklung, Herstellung und Vertrieb von Käse, Frischkäse, Milchfrischprodukten, Magermilch- und Molkepulver.

## Geschichte
Die Unternehmensgründung erfolgte 1909 durch Franz Xaver Huber in Wessobrunn, vier Jahre später zog die Firma nach Oberdießen bei Landsberg am Lech. Seit 1926 befindet sich der Firmensitz in Buchloe.
Während der Schwerpunkt des Produktprogramms früher auf Natur-, Weich- und Schmelzkäse lag, ist das Unternehmen seit Anfang der 1990er Jahre spezialisiert auf Frischkäse- und Quarkprodukte, mit vergleichsweise umfangreichem Sortiment an fettreduzierten Produkten.

## Unternehmen
Der Jahresumsatz beträgt 424 Millionen € (Stand: 2019), beschäftigt werden rund 520 Mitarbeiter. Hauptabsatzmarkt ist Deutschland, rund 37 % der Produkte werden exportiert. Jährlich werden rund 261 Millionen Liter Milch aus 668 Lieferbetrieben verarbeitet (Stand: 2020).
Bei Frischkäse ist das Unternehmen mit einem Marktanteil von über 20 % im Markengeschäft Nummer 2 in Deutschland hinter Philadelphia von Kraft Foods, bei Marken-Fruchtquark in Teilbereichen (500-g-Becher) mit fast 50 % Anteil Marktführer, bei Quarkprodukten insgesamt Nummer 5 (Marktführer ist hier Danone). (Quellen fehlen!)
Zur Gruppe zählen neben dem Werk in Buchloe Tochtergesellschaften in Italien, Österreich, Polen und Rumänien. Seit 2001 ist Wilfried Huber, der Enkel des Gründers, alleiniger geschäftsführender Gesellschafter der Karwendel-Werke.
Die Veterinärkontrollnummern der Karwendel-Werke sind BY 706 und BY 77706.

## Marken

Das Logo der Karwendel-Marke „Exquisa“

- Karwendel (Schnittkäse, Schmelzkäse)
- Exquisa (Frischkäse, Natur- und Fruchtquark, Mascarpone und Käsekuchen-Snacks)
- Miree (Frischkäse nach französischer Art)
- sowie Handelsmarken wie Pic-Frisch (Lidl), Goldessa (Lidl), Crefée (Lidl), Gutes Land (Netto Marken-Discount), Cremisée (Norma), Gut&Günstig (Edeka), ja! (Rewe), Alpenmark (Aldi Süd), Lindahls (Schweden), Malga Paradiso (Italien), K-klassik Sahniger Frischkäse (Kaufland), Spar Budget (Österreich)
- NOA (pflanzliche Produkte)